# Đội tuyển bóng chuyền nam quốc gia Canada
Đội tuyển bóng chuyền nam quốc gia Canada là đội bóng đại diện cho Canada tại các cuộc thi tranh giải và trận đấu giao hữu bóng chuyền nam ở phạm vi quốc tế.

## Đội hình

### Huấn luyện viên
| Tên             | Quốc tịch | Từ năm | Đến năm |
| --------------- | --------- | ------ | ------- |
| Bill Neville    | Hoa Kỳ    | 1972   | 1977    |
| Ken Maeda       | Nhật Bản  | 1977   | 1984    |
| Brian Watson    | Canada    | 1985   | 1992    |
| Clement Lemieux | Canada    | 1992   | 1996    |
| Garth Pischke   | Canada    | 1996   | 2000    |
| Stelio DeRocco  | Canada    | 2001   | 2006    |
| Glenn Hoag      | Canada    | 2006   | 2016    |
| Stephane Antiga | Pháp      | 2017   |         |

### Đội hình hiện tại
Dưới đây là danh sách các thành viên đội tuyển nam quốc gia Canada tham dự giải World League 2017.
| Stt. | Tên                     | Ngày sinh            | Chiều cao           | Cân nặng        | Nhảy đập        | Nhảy chắn       | Câu lạc bộ năm 2016–17           |
| ---- | ----------------------- | -------------------- | ------------------- | --------------- | --------------- | --------------- | -------------------------------- |
| 1    | TJ Sanders              | 14 tháng 12 năm 1991 | 1,91 m (6 ft 3 in)  | 81 kg (179 lb)  | 326 cm (128 in) | 308 cm (121 in) | Arkas İzmir                      |
| 2    | John Gordon Perrin (C)  | 17 tháng 8 năm 1989  | 2,01 m (6 ft 7 in)  | 95 kg (209 lb)  | 353 cm (139 in) | 329 cm (130 in) | Asseco Resovia Rzeszów           |
| 3    | Steven Marshall         | 23 tháng 11 năm 1989 | 1,93 m (6 ft 4 in)  | 87 kg (192 lb)  | 350 cm (140 in) | 322 cm (127 in) | Berlin Volleys                   |
| 4    | Nicholas Hoag           | 19 tháng 8 năm 1992  | 2,00 m (6 ft 7 in)  | 91 kg (201 lb)  | 342 cm (135 in) | 322 cm (127 in) | Power Volley Milano              |
| 5    | Rudy Verhoeff           | 24 tháng 6 năm 1989  | 2,00 m (6 ft 7 in)  | 88 kg (194 lb)  | 349 cm (137 in) | 317 cm (125 in) | Powervolleys Düren               |
| 6    | Justin Duff             | 10 tháng 5 năm 1988  | 2,02 m (6 ft 8 in)  | 102 kg (225 lb) | 370 cm (150 in) | 335 cm (132 in) | Olympiacos Piraeus               |
| 7    | Stephen Timothy Maar    | 6 tháng 12 năm 1994  | 2,00 m (6 ft 7 in)  | 99 kg (218 lb)  | 350 cm (140 in) | 328 cm (129 in) | Pallavolo Padova                 |
| 8    | Jay Blankenau           | 27 tháng 9 năm 1989  | 1,95 m (6 ft 5 in)  | 94 kg (207 lb)  | 334 cm (131 in) | 307 cm (121 in) | Powervolleys Düren               |
| 9    | Jason DeRocco           | 19 tháng 9 năm 1989  | 1,98 m (6 ft 6 in)  | 94 kg (207 lb)  | 342 cm (135 in) | 318 cm (125 in) | Jastrzębski Węgiel               |
| 10   | Sharone Vernon-Evans    | 28 tháng 8 năm 1998  | 2,05 m (6 ft 9 in)  | 94 kg (207 lb)  | 374 cm (147 in) | 347 cm (137 in) | Trung tâm đào tạo toàn thời gian |
| 11   | Daniel Jansen Van Doorn | 21 tháng 3 năm 1990  | 2,08 m (6 ft 10 in) | 98 kg (216 lb)  | 351 cm (138 in) | 328 cm (129 in) | Tours VB                         |
| 12   | Lucas Van Berkel        | 29 tháng 11 năm 1991 | 2,10 m (6 ft 11 in) | 108 kg (238 lb) | 350 cm (140 in) | 326 cm (128 in) | TV Amriswil Volleyball           |
| 13   | Ryley Barnes            | 11 tháng 10 năm 1993 | 2,00 m (6 ft 7 in)  | 92 kg (203 lb)  | 348 cm (137 in) | 325 cm (128 in) | Tours VB                         |
| 17   | Graham Vigrass          | 17 tháng 6 năm 1989  | 2,05 m (6 ft 9 in)  | 97 kg (214 lb)  | 354 cm (139 in) | 330 cm (130 in) | Berlin Volleys                   |
| 18   | Bradley Gunter          | 5 tháng 12 năm 1993  | 1,98 m (6 ft 6 in)  | 91 kg (201 lb)  | 354 cm (139 in) | 323 cm (127 in) | SC Duo                           |
| 19   | Blair Bann (L)          | 26 tháng 2 năm 1988  | 1,84 m (6 ft 0 in)  | 84 kg (185 lb)  | 314 cm (124 in) | 295 cm (116 in) | Powervolleys Düren               |
| 20   | Arthur Szwarc           | 30 tháng 3 năm 1995  | 2,08 m (6 ft 10 in) | 97 kg (214 lb)  | 356 cm (140 in) | 335 cm (132 in) | Trung tâm đào tạo toàn thời gian |
| 21   | Brett James Walsh       | 19 tháng 2 năm 1994  | 1,95 m (6 ft 5 in)  | 84 kg (185 lb)  | 332 cm (131 in) | 313 cm (123 in) | University of Alberta            |